# Сауд ібн Хаммуд
Сауд ібн Хаммуд (араб. سعود بن حمود بن عبيد الرشيد; нар. 1875 — 14 вересня 1908) — 11-й емір Джебель-Шаммара з січня до вересня 1908 року. Відомий як Сауд I.

## Життєпис
Походив з династії Аль-Рашид. Онук Убайда, брата Абдаллаха ібн Алі, першого еміра з династії. Другий син Хаммуда. Народився 1875 року. Ймовірно брав участь у саудово-рашидидській війні, що точилася з 1901 року.
27 або 29 грудня 1906 року разом зі своїми братами Султаном і Фейсалом вбив еміра Мітаба. Трон перейшов до Султана, який призначив Сауда своїм спадкоємцем. У січні 1908 року емір Султан завантажив скарбницю на верблюдів і спробував втекти до Єгипту, але був перехоплений Саудом, посаджений у в'язницю і незабаром задушений. Сауд став новим еміром Джебель-Шаммари. Уряд Османської імперії розглядав його як узурпатора, визнавши еміром Сауда зі старшої гілки Аль-Рашид, що мешкав у Медіні.
Намагався відновити єдність шаммарських кланів. Але стикнувся з погіршенням економічної ситуації та зменшенням вояків. У вересні 1908 року Хамуд ас-Субхан убив еміра Сауда, після чого привіз з Медини Сауда, якого оголосив новим еміром.